# Fétuque de l'Altaï
Festuca altaica
Espèce
Synonymes
Festuca scabrella  Torr. ex Hook.
Classification APG II (2003)
La fétuque de l'Altaï (Festuca altaica) ou Fétuque scabre (Festuca scabrella) est une plante herbacée présente au nord-ouest de l'Amérique du Nord. On en trouve le plus dans la province canadienne de l'Alberta.
Elle forme de larges touffes et croît dans les sols graveleux. Sur la côte sud de l'Alaska, cette plante vivace prospère jusqu'à une altitude de 300 mètres; son fourrage, plus abondant que celui de la Fétuque ovine, rend des services dans ce pays où les herbages sont rares.